# Coupe d'Asie masculine de hockey sur gazon
La Coupe d'Asie masculine de hockey sur gazon est un tournoi international masculin de hockey sur gazon organisé par la Fédération asiatique de hockey. L'équipe gagnante devient championne d'Asie et se qualifie pour la Coupe du monde.
L'Inde est le champion en titre qui a remporté l'édition 2017.
La Corée du Sud a remporté le plus de titres avec quatre. L'Inde et le Pakistan ont tous deux remporté le tournoi à trois reprises.
Les hôtes ainsi que les six équipes les mieux classées de l'édition précédente sont qualifiés directement pour le tournoi, ils sont rejoints par la meilleure équipe de la Coupe AHF masculine ou les deux meilleures équipes si l'hôte est déjà qualifié.

## Résultats
| Édition | Lieu         | Champion     | Vice-champion | Troisième place | Quatrième place |
| ------- | ------------ | ------------ | ------------- | --------------- | --------------- |
| 1982    | Karachi      | Pakistan     | Inde          | Chine           | Malaisie        |
| 1985    | Dacca        | Pakistan     | Inde          | Corée du Sud    | Japon           |
| 1989    | New Delhi    | Pakistan     | Inde          | Corée du Sud    | Japon           |
| 1994    | Hiroshima    | Corée du Sud | Inde          | Pakistan        | Malaisie        |
| 1999    | Kuala Lumpur | Corée du Sud | Pakistan      | Inde            | Malaisie        |
| 2003    | Kuala Lumpur | Inde         | Pakistan      | Pakistan        | Japon           |
| 2007    | Chennai      | Inde         | Corée du Sud  | Malaisie        | Japon           |
| 2009    | Kuantan      | Corée du Sud | Pakistan      | Chine           | Malaisie        |
| 2013    | Ipoh         | Corée du Sud | Inde          | Pakistan        | Malaisie        |
| 2017    | Dacca        | Inde         | Malaisie      | Pakistan        | Corée du Sud    |
| 2022    | Jakarta      | Corée du Sud | Malaisie      | Inde            | Japon           |

### Performances des équipes nationales
| Équipe       | Champion                         | Vice-champion                     | Troisième place      | Quatrième place                     |
| ------------ | -------------------------------- | --------------------------------- | -------------------- | ----------------------------------- |
| Corée du Sud | 5 (1994, 1999, 2009, 2013, 2022) | 1 (2007)                          | 3 (1985, 1989, 2003) | 1 (2017)                            |
| Inde         | 3 (2003, 2007*, 2017)            | 5 (1982, 1985, 1989*, 1994, 2013) | 2 (1999, 2022)       |                                     |
| Pakistan     | 3 (1982*, 1985, 1989)            | 3 (1999, 2003, 2009)              | 3 (1994, 2013, 2017) |                                     |
| Malaisie     |                                  | 2 (2017, 2022)                    | 1 (2007)             | 5 (1982, 1994, 1999*, 2009*, 2013*) |
| Chine        |                                  |                                   | 2 (1982, 2009)       |                                     |
| Japon        |                                  |                                   |                      | 5 (1985, 1989, 2003, 2007, 2022)    |

* = pays hôte

### Équipes apparues
| Équipe       | 1982 | 1985 | 1989 | 1994 | 1999 | 2003 | 2007 | 2009 | 2013 | 2017 | 2022 | Total |
| ------------ | ---- | ---- | ---- | ---- | ---- | ---- | ---- | ---- | ---- | ---- | ---- | ----- |
| Inde         | 2e   | 2e   | 2e   | 2e   | 3e   | 1er  | 1er  | 5e   | 2e   | 1er  | 3e   | 11    |
| Pakistan     | 1er  | 1er  | 1er  | 3e   | 2e   | 2e   | 6e   | 2e   | 3e   | 3e   | 5e   | 11    |
| Malaisie     | 4e   | 5e   | 6e   | 4e   | 4e   | 5e   | 3e   | 4e   | 4e   | 2e   | 2e   | 11    |
| Bangladesh   | 5e   | 6e   | 7e   | 6e   | 6e   | 8e   | 7e   | 7e   | 7e   | 6e   | 6e   | 11    |
| Corée du Sud |      | 3e   | 3e   | 1er  | 1er  | 3e   | 2e   | 1er  | 1er  | 4e   | 1er  | 10    |
| Japon        |      | 4e   | 4e   | 9e   | 5e   | 4e   | 4e   | 6e   | 5e   | 5e   | 4e   | 10    |
| Chine        | 3e   | 7e   | 5e   | 7e   | 7e   | 6e   | 5e   | 3e   |      | 7e   |      | 9     |
| Sri Lanka    | 7e   | 8e   |      |      | 9e   |      | 9e   |      |      |      |      | 4     |
| Singapour    | 6e   | 9e   |      |      |      |      | 10e  |      |      |      |      | 3     |
| Hong Kong    |      |      |      |      | 8e   | 7e   | 8e   |      |      |      |      | 3     |
| Oman         |      |      |      |      |      |      |      |      | 6e   | 8e   | 7e   | 3     |
| Thaïlande    |      |      |      | 8e   |      |      | 11e  |      |      |      |      | 2     |
| Iran         |      | 10e  |      |      |      |      |      |      |      |      |      | 1     |
| Kazakhstan   |      |      |      | 5e   |      |      |      |      |      |      |      | 1     |
| Taipei       |      |      |      |      |      |      |      |      | 8e   |      |      | 1     |
| Indonésie    |      |      |      |      |      |      |      |      |      |      | 8e   | 1     |
| Total        | 7    | 10   | 7    | 9    | 9    | 8    | 11   | 7    | 8    | 8    | 8    |       |

### Équipes débutantes
| Année | Débutants                                                         | Total |
| ----- | ----------------------------------------------------------------- | ----- |
| 1982  | Bangladesh, Chine, Inde, Malaisie, Pakistan, Singapour, Sri Lanka | 7     |
| 1985  | Iran, Japon, Corée du Sud                                         | 3     |
| 1989  |                                                                   | 0     |
| 1994  | Kazakhstan, Thaïlande                                             | 2     |
| 1999  | Hong Kong                                                         | 1     |
| 2003  |                                                                   | 0     |
| 2007  |                                                                   | 0     |
| 2009  |                                                                   | 0     |
| 2013  | Taipei, Oman                                                      | 2     |
| 2017  |                                                                   | 0     |
| 2022  | Indonésie                                                         | 1     |
| Total |                                                                   | 16    |